# Official Dreamcast Magazine (amerikai)
Az Official Dreamcast Magazine egy Dreamcast videójátékokkal foglalkozó magazin volt amit az Imagine Media Inc. adott ki az Egyesült Államokban. Az újság legelső „0” lapszáma 1999 júniusában jelent meg, három hónappal a Dreamcast kiadás után. Az újságnak tizenkét száma jelent meg, az utolsó a 2001 márciusi-áprilisi nem sokkal a Dreamcast gyártásának leállítása után. Minden lapszámhoz, kivéve az utolsóhoz mellékeltek egy GD-ROM-ot Dreamcast játékok demoival. Az újság több szerkesztője az Official Xbox Magazine-nál talált munkát.
A magazin kéthavonta jelent meg, de a 2000-es üdülési szezon alatt havonta. mivel akkor jóval több tartalommal tudtak szolgálni a Dreamcastról.